# Liopinus
Liopinus es un género de escarabajos longicornios de la tribu Acanthocinini.

## Especies
- Liopinus alpha (Say, 1827)
- Liopinus centralis (LeConte, 1884)
- Liopinus chemsaki (Lewis, 1977)
- Liopinus decorus (Fall, 1907)
- Liopinus imitans (Knull, 1936)
- Liopinus incognitus (Lewis, 1977)
- Liopinus mimeticus (Casey, 1891)
- Liopinus misellus (LeConte, 1852)
- Liopinus punctatus (Haldeman, 1847)
- Liopinus wiltii (Horn, 1880)